# 洞泉 (喬治亞州)
洞泉（英語：Cave Spring）是一個位於美國喬治亞州弗洛伊德縣的城市。

## 地理
洞泉的座標為34°06′32″N 85°20′10″W / 34.10889°N 85.33611°W，而該地的平均海拔高度為195米（即640英尺）。

## 人口
根據2010年美國人口普查的數據，洞泉的面積為10.53平方千米，當中陸地面積為10.49平方千米，而水域面積為0.04平方千米。當地共有人口1200人，而人口密度為每平方千米113.96人。